# Participantes da Flecha Valona de 2015
A seguinte tabela mostra a lista dos participantes, a posição final e os abandonos da Flecha Valona de 2015 (ver legenda):
| Movistar MOV | Movistar MOV       | Movistar MOV |
| ------------ | ------------------ | ------------ |
| Dorsal       | Corredor           | Pos.         |
| 1            | Alejandro Valverde | 1.º          |
| 2            | Imanol Erviti      | AB           |
| 3            | José Herrada       | 75.º         |
| 4            | Gorka Izagirre     | 44.º         |
| 5            | Nairo Quintana     | 76.º         |
| 6            | José Joaquín Rojas | 38.º         |
| 7            | Rory Sutherland    | AB           |
| 8            | Giovanni Visconti  | 41.º         |

| Cannondale-Garmin TCG | Cannondale-Garmin TCG | Cannondale-Garmin TCG |
| --------------------- | --------------------- | --------------------- |
| Dorsal                | Corredor              | Pos.                  |
| 11                    | Daniel Martin         | AB                    |
| 12                    | Davide Formolo        | 35.º                  |
| 13                    | Nathan Haas           | 97.º                  |
| 14                    | Alex Howes            | 111.º                 |
| 15                    | Benjamin King         | AB                    |
| 16                    | Matej Mohorič         | AB                    |
| 17                    | Ramūnas Navardauskas  | AB                    |
| 18                    | Tom Slagter           | 9.º                   |

| Etixx-Quick Step EQS | Etixx-Quick Step EQS | Etixx-Quick Step EQS |
| -------------------- | -------------------- | -------------------- |
| Dorsal               | Corredor             | Pos.                 |
| 21                   | Michał Kwiatkowski   | 33.º                 |
| 22                   | Julian Alaphilippe   | 2.º                  |
| 23                   | Maxime Bouet         | 106.º                |
| 24                   | Gianluca Brambilla   | 34.º                 |
| 25                   | Michał Gołaś         | 100.º                |
| 26                   | Tony Martin          | 92.º                 |
| 27                   | Pieter Serry         | 109.º                |
| 28                   | Petr Vakoč           | 122.º                |

| Astana AST | Astana AST         | Astana AST |
| ---------- | ------------------ | ---------- |
| Dorsal     | Corredor           | Pos.       |
| 31         | Vincenzo Nibali    | 20.º       |
| 32         | Jakob Fuglsang     | 8.º        |
| 33         | Andriy Grivko      | 79.º       |
| 34         | Luis León Sánchez  | 54.º       |
| 35         | Michele Scarponi   | 18.º       |
| 36         | Rein Taaramäe      | AB         |
| 37         | Alessandro Vanotti | 112.º      |
| 38         | Lieuwe Westra      | NP         |

| Team Sky SKY | Team Sky SKY         | Team Sky SKY |
| ------------ | -------------------- | ------------ |
| Dorsal       | Corredor             | Pos.         |
| 41           | Chris Froome         | 123.º        |
| 42           | Philip Deignan       | AB           |
| 43           | Sergio Henao         | 7.º          |
| 44           | Peter Kennaugh       | AB           |
| 45           | Vasil Kiryienka      | 93.º         |
| 46           | Lars Petter Nordhaug | AB           |
| 47           | Wouter Poels         | AB           |
| 48           | Nicolas Roche        | 27.º         |

| BMC Racing BMC | BMC Racing BMC     | BMC Racing BMC |
| -------------- | ------------------ | -------------- |
| Dorsal         | Corredor           | Pos.           |
| 51             | Philippe Gilbert   | AB             |
| 52             | Brent Bookwalter   | 53.º           |
| 53             | Ben Hermans        | 23.º           |
| 54             | Amaël Moinard      | AB             |
| 55             | Samuel Sánchez     | 103.º          |
| 56             | Dylan Teuns        | 13.º           |
| 57             | Tejay Van Garderen | 102.º          |
| 58             | Danilo Wyss        | 118.º          |

| Katusha KAT | Katusha KAT       | Katusha KAT |
| ----------- | ----------------- | ----------- |
| Dorsal      | Corredor          | Pos.        |
| 61          | Joaquim Rodríguez | 4.º         |
| 62          | Giampaolo Caruso  | 46.º        |
| 63          | Dmitry Kozontchuk | AB          |
| 64          | Sergey Lagutin    | 105.º       |
| 65          | Alberto Losada    | 77.º        |
| 66          | Tiago Machado     | 80.º        |
| 67          | Dani Moreno       | 5.º         |
| 68          | Alexey Tsatevitch | AB          |

| Tinkoff-Saxo TCS | Tinkoff-Saxo TCS     | Tinkoff-Saxo TCS |
| ---------------- | -------------------- | ---------------- |
| Dorsal           | Corredor             | Pos.             |
| 71               | Rafał Majka          | 82.º             |
| 72               | Manuele Boaro        | 81.º             |
| 73               | Robert Kiserlovski   | 32 .º            |
| 74               | Roman Kreuziger      | 11.º             |
| 75               | Evgeni Petrov        | AB               |
| 76               | Ivan Rovny           | AB               |
| 77               | Chris Anker Sørensen | 84.º             |
| 78               | Michael Valgren      | AB               |

| Trek Factory Racing TFR | Trek Factory Racing TFR | Trek Factory Racing TFR |
| ----------------------- | ----------------------- | ----------------------- |
| Dorsal                  | Corredor                | Pos.                    |
| 81                      | Bauke Mollema           | 19.º                    |
| 82                      | Julián Arredondo        | AB                      |
| 83                      | Fumiyuki Beppu          | 126.º                   |
| 84                      | Laurent Didier          | 113.º                   |
| 85                      | Fabio Felline           | 30.º                    |
| 86                      | Bob Jungels             | AB                      |
| 87                      | Fränk Schleck           | 58.º                    |
| 88                      | Calvin Watson           | AB                      |

| Lampre-Merida LAM | Lampre-Merida LAM | Lampre-Merida LAM |
| ----------------- | ----------------- | ----------------- |
| Dorsal            | Corredor          | Pos.              |
| 91                | Rui Costa         | 28.º              |
| 92                | Matteo Bono       | AB                |
| 93                | Valerio Conti     | 91.º              |
| 94                | Manuele Mori      | 90.º              |
| 95                | Jan Polanc        | 60.º              |
| 96                | José Serpa        | 98.º              |
| 97                | Diego Ulissi      | 50.º              |
| 98                | Rafael Valls      | 42.º              |

| Ag2r La Mondiale ALM | Ag2r La Mondiale ALM | Ag2r La Mondiale ALM |
| -------------------- | -------------------- | -------------------- |
| Dorsal               | Corredor             | Pos.                 |
| 101                  | Carlos Betancur      | 56.º                 |
| 102                  | Jan Bakelants        | 40.º                 |
| 103                  | Mikaël Cherel        | 63.º                 |
| 104                  | Ben Gastauer         | 89.º                 |
| 105                  | Sébastien Minard     | AB                   |
| 106                  | Matteo Montaguti     | AB                   |
| 107                  | Rinaldo Nocentini    | 12.º                 |
| 108                  | Alexis Vuillermoz    | 6.º                  |

| Lotto-Soudal LTS | Lotto-Soudal LTS | Lotto-Soudal LTS |
| ---------------- | ---------------- | ---------------- |
| Dorsal           | Corredor         | Pos.             |
| 111              | Jelle Vanendert  | AB               |
| 112              | Sander Armée     | 68.º             |
| 113              | Bart De Clercq   | 66.º             |
| 114              | Thomas De Gendt  | 99.º             |
| 115              | Pim Ligthart     | AB               |
| 116              | Dennis Vanendert | AB               |
| 117              | Louis Vervaeke   | 87.º             |
| 118              | Tim Wellens      | 31.º             |

| Europcar EUC | Europcar EUC      | Europcar EUC |
| ------------ | ----------------- | ------------ |
| Dorsal       | Corredor          | Pos.         |
| 121          | Pierre Rolland    | 14.º         |
| 122          | Yukiya Arashiro   | 67.º         |
| 123          | Bryan Coquard     | 108.º        |
| 124          | Jérôme Cousin     | AB           |
| 125          | Romain Guillemois | AB           |
| 126          | Bryan Nauleau     | 127.º        |
| 127          | Perrig Quéméneur  | AB           |
| 128          | Angelo Tulik      | 124.º        |

| Lotto NL-Jumbo TLJ | Lotto NL-Jumbo TLJ  | Lotto NL-Jumbo TLJ |
| ------------------ | ------------------- | ------------------ |
| Dorsal             | Corredor            | Pos.               |
| 131                | Wilco Kelderman     | 10.º               |
| 132                | Robert Gesink       | 25.º               |
| 133                | Tom Leezer          | AB                 |
| 134                | Bert-Jan Lindeman   | AB                 |
| 135                | Paul Martens        | 104.º              |
| 136                | Laurens Ten Dam     | 101.º              |
| 137                | Mike Teunissen      | 132.º              |
| 138                | Nicky Van der Lijke | AB                 |

| Orica-GreenEDGE OGE | Orica-GreenEDGE OGE | Orica-GreenEDGE OGE |
| ------------------- | ------------------- | ------------------- |
| Dorsal              | Corredor            | Pos.                |
| 141                 | Michael Albasini    | 3.º                 |
| 142                 | Esteban Chaves      | 45.º                |
| 143                 | Simon Clarke        | AB                  |
| 144                 | Damien Howson       | AB                  |
| 145                 | Michael Matthews    | AB                  |
| 146                 | Christian Meier     | AB                  |
| 147                 | Pieter Weening      | 94.º                |
| 148                 | Simon Yates         | 62.º                |

| Giant-Alpecin TGA | Giant-Alpecin TGA   | Giant-Alpecin TGA |
| ----------------- | ------------------- | ----------------- |
| Dorsal            | Corredor            | Pos.              |
| 151               | Warren Barguil      | 26.º              |
| 152               | Lawson Craddock     | AB                |
| 153               | Caleb Fairly        | 95.º              |
| 154               | Johannes Fröhlinger | 125.º             |
| 155               | Thierry Hupond      | AB                |
| 156               | Cheng Ji            | AB                |
| 157               | Fredrik Ludvigsson  | AB                |
| 158               | Georg Preidler      | 37.º              |

| FDJ    | FDJ               | FDJ  |
| ------ | ----------------- | ---- |
| Dorsal | Corredor          | Pos. |
| 161    | Arthur Vichot     | 88.º |
| 162    | Olivier Le Gac    | AB   |
| 163    | Steve Morabito    | 22.º |
| 164    | Laurent Pichon    | AB   |
| 165    | Kévin Réza        | AB   |
| 166    | Anthony Roux      | AB   |
| 167    | Benoît Vaugrenard | 96.º |
| 168    | Jussi Veikkanen   | AB   |

| IAM Cycling IAM | IAM Cycling IAM       | IAM Cycling IAM |
| --------------- | --------------------- | --------------- |
| Dorsal          | Corredor              | Pos.            |
| 171             | Mathias Frank         | 17.º            |
| 172             | Clément Chevrier      | AB              |
| 174             | Jonathan Fumeaux      | AB              |
| 175             | Pirmin Lang           | AB              |
| 176             | Jarlinson Pantano     | AB              |
| 177             | Sébastien Reichenbach | 24.º            |
| 178             | Larry Warbasse        | 59.º            |
| 179             | Patrick Schelling     | 120.º           |

| Topsport Vlaanderen-Baloise TSV | Topsport Vlaanderen-Baloise TSV | Topsport Vlaanderen-Baloise TSV |
| ------------------------------- | ------------------------------- | ------------------------------- |
| Dorsal                          | Corredor                        | Pos.                            |
| 181                             | Victor Campenaerts              | 52.º                            |
| 182                             | Floris De Tier                  | 43.º                            |
| 183                             | Pieter Jacobs                   | 86.º                            |
| 184                             | Thomas Sprengers                | 73.º                            |
| 185                             | Preben Van Hecke                | 119.º                           |
| 186                             | Pieter Vanspeybrouck            | 121.º                           |
| 187                             | Arthur Van Overberghe           | AB                              |
| 188                             | Otto Vergaerde                  | AB                              |

| Cofidis, Solutions Crédits COF | Cofidis, Solutions Crédits COF | Cofidis, Solutions Crédits COF |
| ------------------------------ | ------------------------------ | ------------------------------ |
| Dorsal                         | Corredor                       | Pos.                           |
| 191                            | Luis Ángel Maté                | 48.º                           |
| 192                            | Yoann Bagot                    | AB                             |
| 193                            | Nicolas Edet                   | AB                             |
| 194                            | Romain Hardy                   | AB                             |
| 195                            | Rudy Molard                    | 29.º                           |
| 196                            | Stéphane Rossetto              | 57.º                           |
| 197                            | Julien Simon                   | 21.º                           |
| 198                            | Clément Venturini              | AB                             |

| Wanty-Groupe Gobert WGG | Wanty-Groupe Gobert WGG | Wanty-Groupe Gobert WGG |
| ----------------------- | ----------------------- | ----------------------- |
| Dorsal                  | Corredor                | Pos.                    |
| 201                     | Enrico Gasparotto       | 15.º                    |
| 202                     | Simone Antonini         | AB                      |
| 203                     | Jérôme Baugnies         | 114.º                   |
| 204                     | Francis De Greef        | 49.º                    |
| 205                     | Yannick Eijssen         | 83.º                    |
| 206                     | Marco Minnaard          | 47.º                    |
| 207                     | Mirko Selvaggi          | 78.º                    |
| 210                     | Boris Dron              | AB                      |

| MTN Qhubeka MTN | MTN Qhubeka MTN            | MTN Qhubeka MTN |
| --------------- | -------------------------- | --------------- |
| Dorsal          | Corredor                   | Pos.            |
| 211             | Youcef Reguigui            | 110.º           |
| 212             | Steve Cummings             | 72.º            |
| 213             | Jacques Janse van Rensburg | 69.º            |
| 214             | Songezo Jim                | 128.º           |
| 215             | Serge Pauwels              | 39.º            |
| 216             | Kristian Sbaragli          | 64.º            |
| 217             | Andreas Stauff             | AB              |
| 218             | Jay Robert Thomson         | AB              |

| Bretagne-Séché Environnement BSE | Bretagne-Séché Environnement BSE | Bretagne-Séché Environnement BSE |
| -------------------------------- | -------------------------------- | -------------------------------- |
| Dorsal                           | Corredor                         | Pos.                             |
| 221                              | Pierrick Fédrigo                 | 55.º                             |
| 222                              | Matthieu Boulo                   | 107.º                            |
| 223                              | Brice Feillu                     | 117.º                            |
| 224                              | Armindo Fonseca                  | 116.º                            |
| 225                              | Jonathan Hivert                  | 16.º                             |
| 226                              | Pierre-Luc Périchon              | AB                               |
| 227                              | Eduardo Sepúlveda                | 71.º                             |
| 228                              | Florian Vachon                   | 74.º                             |

| Roompot ROP | Roompot ROP        | Roompot ROP |
| ----------- | ------------------ | ----------- |
| Dorsal      | Corredor           | Pos.        |
| 231         | Jesper Asselman    | AB          |
| 232         | Marc de Maar       | 65.º        |
| 233         | Huub Duijn         | 51.º        |
| 234         | Reinier Honig      | 133.º       |
| 235         | Johnny Hoogerland  | 85.º        |
| 236         | Michel Kreder      | 36.º        |
| 237         | Maurits Lammertink | 70.º        |
| 238         | Mike Terpstra      | 115.º       |

| UnitedHealthcare UHC | UnitedHealthcare UHC | UnitedHealthcare UHC |
| -------------------- | -------------------- | -------------------- |
| Dorsal               | Corredor             | Pos.                 |
| 241                  | Daniele Ratto        | 130.º                |
| 242                  | Alessandro Bazzana   | AB                   |
| 243                  | Marco Canola         | 61.º                 |
| 244                  | Lucas Euser          | AB                   |
| 245                  | Davide Frattini      | 129.º                |
| 246                  | Chris Jones          | AB                   |
| 247                  | Kiel Reijnen         | AB                   |
| 248                  | Federico Zurlo       | 131.º                |

## Legennda
| Legenda          | Legenda                                                     | Legenda | Legenda                                       |
| ---------------- | ----------------------------------------------------------- | ------- | --------------------------------------------- |
| Dorsal           | Dorsal de saída do ciclista                                 | Pos     | Posição final na classificação geral          |
| Campeão Nacional | Indica um maillot de campeão nacional ou mundial em estrada | AB      | Indica um ciclista que não tem finalizado     |
| EX               | Corredor excluído por não respeitar o regulamento           | NP      | Indica um ciclista que não tem tomado a saída |